# Kate Kelly (Feministin)

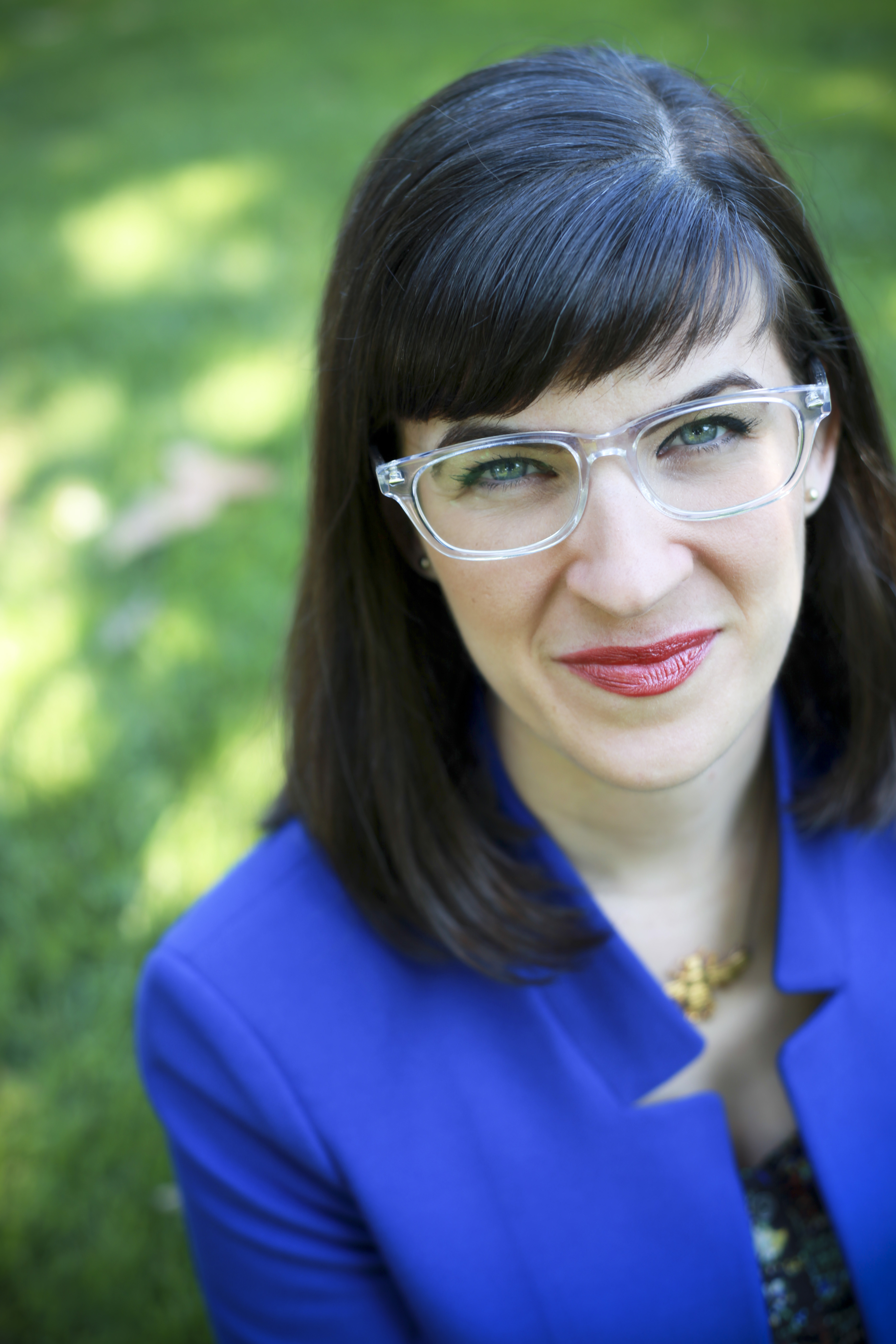
Kate Kelly

Kathleen Marie Kelly (* 29. Oktober 1980), bekannt als Kate Kelly, ist eine US-amerikanische mormonische Feministin und Anwältin für Menschenrechte. Sie gründete die Organisation Ordain Women, um sich damit für die Frauenordination zum Priestertum in der Kirche Jesu Christi der Heiligen der Letzten Tage einzusetzen. Im Jahr 2014 wurde sie exkommuniziert.

## Frühes Leben und Ausbildung
Kelly wurde 1980 als erste von vier Kindern von Jim und Donna Kelly geboren und wuchs in Hood River, Oregon auf. Beide Eltern waren Konvertiten zur Kirche Jesu Christi der Heiligen der Letzten Tage und ihr Vater war einige Zeit ein Bischof der örtlichen Gemeinde der Kirche. Kelly studierte an der Brigham Young University und erwarb dort 2006 einen Bachelor of Arts in Politikwissenschaft. Später setzte sie ihr Studium an der American University in Washington, D.C. fort und erhielt dort 2012 einen Juris Doctor. Sie diente in einer 18 Monate langen Mission in Barcelona.
Kelly heiratete J. Neil Ransom im Salt-Lake-Tempel im Jahre 2006. Das Paar wollte keine Kinder und sie ließen sich im Jahre 2015 scheiden. Im September 2015 trat Kelly der Organisation Planned Parenthood bei. Sie ist strategische Förderin und Beraterin der Organisation.
Sie spricht fließend Spanisch.

## Ordain Women

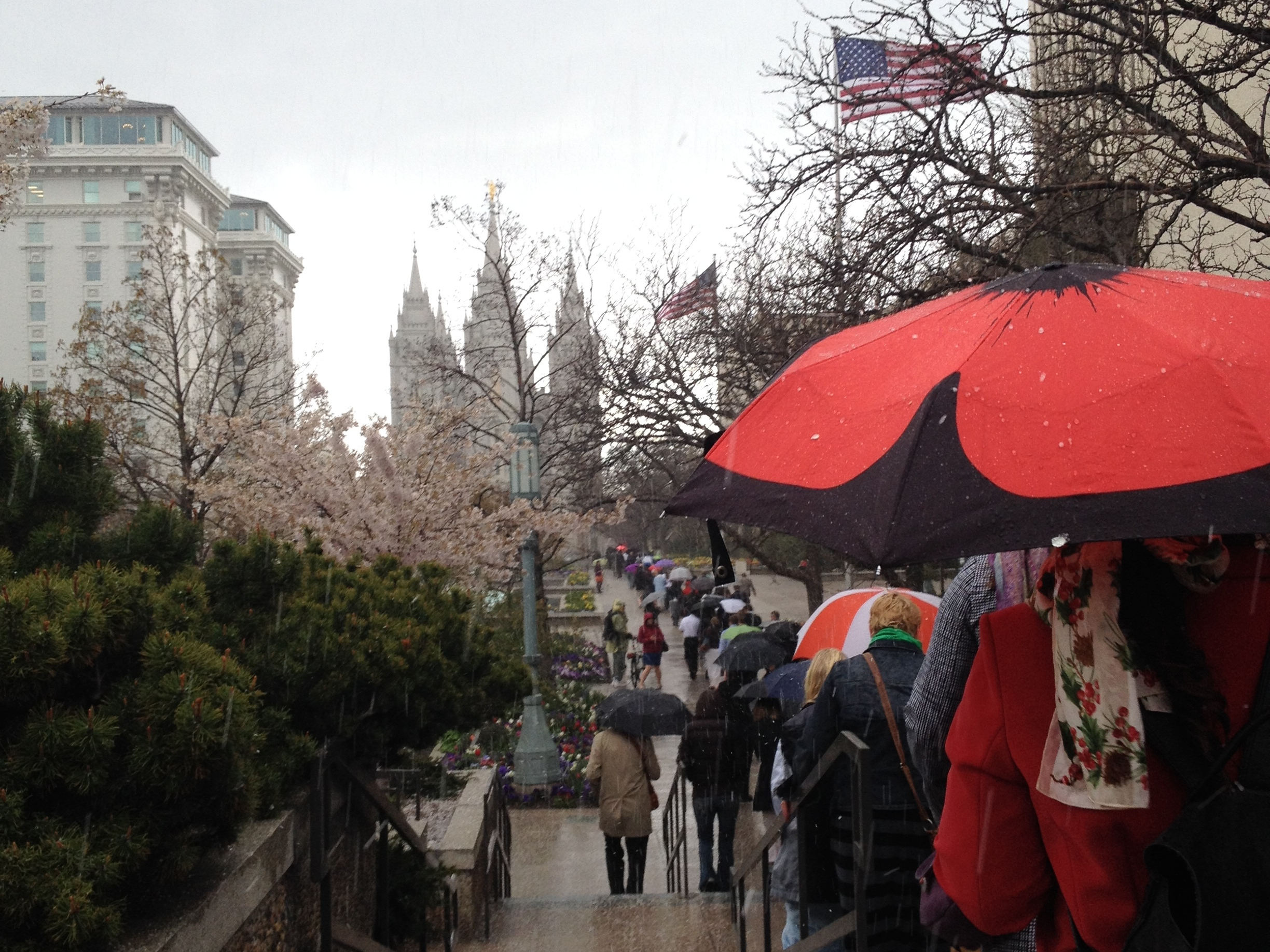
Mitglieder der Ordain Women Organisation versuchen den Eintritt beim Priestertumstreffen der Generalkonferenz.

Im Mai 2013 gründete Kelly die Organisation Ordain Women, um sich damit für die Frauenordination zum Priestertum in der Kirche Jesu Christi der Heiligen der Letzten Tage einzusetzen. Lokale Kirchenführer verlangten von ihr, dass sie mit dieser Kampagne aufhören solle. Als Reaktion darauf protestierte sie mit ihrer Organisation auf dem Temple Square, während der Generalkonferenz, im Jahre 2014. Danach wurde sie exkommuniziert, aber sie kam nicht zur Disziplinarratssitzung, wo ihre Exkommunikation besprochen wurde. Ihre Exkommunikation fand im Juni 2014 statt.
In den Wochen vor und nach der Exkommunikation rief Kelly ihre Anhängerinnen dazu auf, in der Kirche zu bleiben und „die Hölle“ zu bewegen, solange sie körperlich und psychisch dazu in der Lage seien. Sie versuchte ihre Exkommunikation rückgängig zu machen, erst bei ihrem Pfahlpräsidenten und dann bei der Ersten Präsidentschaft. Doch alle lehnten ihr Ersuchen ab und sie blieb exkommuniziert.
Kelly ist seitdem in keiner religiösen Organisation mehr. Sie ließ sich 2015 von der Association of Roman Catholic Women Priests, einer Splittergruppe außerhalb der römisch-katholischen Kirche, zur Priesterin weihen.